# Кантакузен, Шербан
Ше́рбан Кантаку́зен (также Кантакузин; рум. Şerban Cantacuzino; 1640 — 28 октября 1688) — господарь Валахии из династии Кантакузенов (1678—1688). Сын великого камергера Константина Кантакузена (1598—1663) и Елены, дочери валашского господаря Раду Шербана из рода Крайовеску.

## Биография
Валашский род Кантаку́зенов возводил свою родословную от богатого греческого рода Кантакузи́нов, так как отец Шербана лишь в 1633 году переселился из Стамбула в Валахию. В ноябре 1678 года валашский господарь Георгий Дука (1674—1678) был низложен и переведен султаном на господарство в Молдавию. Новым господарем Валахии был назначен Шербан Кантакузен, богатейший валашский боярин и землевладелец. Примирился с боярской семьей Бэляну, выдав свою дочь Смарагду замуж за великого логофета (канцлера) Ивашко Бэляну.
Поддерживал развитие торговли, культуры и образования, занимался строительством дорог и мостов. При нём были восстановлены старый господарский двор в Бухаресте (хотя столица оставалась в Тырговиштах), ряд собственных дворцов и построек.
Его отношения с молдавским господарем Георгием Дукой длительное время оставались напряженными. Связи с трансильванским князем Михаем Апафи вначале были дружественными, но затем валашский господарь стал оказывать денежную помощь представителям трансильванской знати, враждебным Михаю Апафи.
В 1683 году Шербан Кантакузен со своим войском, в союзе с Михаем Апафи и молдавским господарем Георгием Дукой участвовали в неудачной турецкой кампании в Австрии. Во время осады турецкими войсками Вены господари тайно помогали осаждённым. После поражения турок под Веной Шербан стал вести тайные переговоры с польским королём Яном Собеским. Часть писем валашского господаря была перехвачена князем Трансильвании. В июне 1685 года Шербан Кантакузен заключил с Михаем Апафи договор о добрососедстве. После оккупации австрийскими войсками Трансильвании Кантакузен, чтобы спасти Валахию, вступил в тайные переговоры с русским царём Петром I. Весной 1688 года Кантакузен подписал договор с императором Священной Римской Империи Леопольдом I Габсбургом. Леопольд I признал независимость Валахии и право на наследование господарской власти членами семьи Кантакузенов. В июне 1688 года австрийская армия, продолжая военные действия против Османской империи, вступила в Валахию и заняла Оршову. Шербан Кантакузин отправил своё посольство в Вену, но неожиданно скончался в октябре 1688 года и не дожил до начала переговоров.

## Семья
- Брат Константина Кантакузена, стольника, учёного, историка и дядя будущего господаря (1714—1716) Стефана Кантакузена.

- Сестра — Станка Брынковяну, мать Константина Брынковяну, унаследовавшего после Шербана валашский престол (1688—1714).

- Одна из дочерей Шербана, Илона, вероятно, в дипломатических целях, была выдана замуж за русского стольника и обер-комиссара Ивана Васильевича Кожина, вторая дочь Смарагда — за валашского боярина Ивашко Бэляну, третья дочь, Кассандра, — за господаря Молдавии Дмитрия Кантемира.